# Hrvatska zajednica tehničke kulture
Hrvatska zajednica tehničke kulture krovna je udruga tehničke kulture u Hrvatskoj.

## Povijest
Hrvatska zajednica tehničke kulture već je niz desetljeća jedna od najvećih društvenih organizacija u Hrvatskoj. U vrijeme SR Hrvatske njezino ime glasilo je Narodna tehnika Hrvatske te je u njezinom okrilju dijelovalo niz amaterskih klubova i udruga poput zrakoplovnih i raketnih modelara, kinoklubova, fotoklubova, astronoma amatera, ronilaca i drugih vrsta udruga.
Osnivanjem samostalne Hrvatske ime Narodna tehnike Hrvatske promijenjeno je u Hrvatska zajednica tehničke kulture, odnosno skraćeno HZTK. Kroz sve to vrijeme gotovo da nema osnovnoškolca koji nije kroz redovnu nastavu tehničkog odgoja, ali i slobodne aktivnosti, prošao kroz neki klub HZTK-a. Dobar broj njih i kasnije je, kao srednjoškolci ili već zreli modelari, nastavio djelovati u tim istim klubovima. Veliki broj hobista sudjelovao je svojim inovacijama i izumima, ali i osobno, u Domovinskom ratu (1991. – 1995.).

## Djelovanje
Iz brojnih današnjih djelatnosti HZTK-a izdvajamo naročito bogatu izdavačku aktivnost. Uz niz knjiga, HZTK izdaju časopise ABC tehnike i Tehnička kultura.

## Gradske zajednice (članice)
- Zajednica tehničke kulture Grada Belog Manastira
- Zajednica tehničke kulture Grada Bjelovara
- Zajednica tehničke kulture Grada Čabra
- Zajednica tehničke kulture Grada Čakovca
- Zajednica tehničke kulture Daruvar
- Zajednica tehničke kulture Grada Dubrovnika
- Zajednica tehničke kulture Grada Đurđevca
- Zajednica tehničke kulture Grada Garešnice

- Zajednica tehničke kulture Ivanić-Grada
- Zajednica tehničke kulture Grada Karlovca
- Zajednica tehničke kulture Grada Kaštela
- Zajednica tehničke kulture Grada Koprivnice
- Zajednica tehničke kulture Križevci
- Zajednica tehničke kulture Kutina
- Zajednica tehničke kulture Ludberg
- Zajednica tehničke kulture Grada Makarska
- Zajednica tehničke kulture Grada Našice
- Zajednica tehničke kulture Grada Nova Gradiška
- Zajednica tehničke kulture Novska
- Zajednica tehničke kulture Grada Osijeka
- Zajednica tehničke kulture Grada Petrinje
- Zajednica tehničke kulture Grada Pule
- Zajednica tehničke kulture Rijeke
- Zajednica tehničke kulture Grada Samobora
- Zajednica tehničke kulture Grada Siska
- Zajednica tehničke kulture Grada Slavonskog Broda
- Zajednica tehničke kulture Grada Splita
- Zajednica tehničke kulture Grada Šibenika
- Zajednica tehničke kulture Valpovo
- Zajednica tehničke kulture Grada Varaždina
- Zajednica tehničke kulture Grada Velika Gorica
- Zajednica tehničke kulture Vinkovci
- Zaprešićka zajednica tehničke kulture

## Vanjske poveznice
Mrežna mjesta
- Hrvatska zajednica tehničke kulture, službeno mrežno mjesto
- Marijana Jukić, 'Narodna tehnika Hrvatske - Hrvatska zajednica tehničke kulture, 70 godina tehničke "svestranosti i masovnosti" mladih, Arhivski vjesnik 1/2016., Hrčak
- Hrvatska zajednica tehničke kulture (Narodna tehnika Hrvatske) 1946. - 2006. (2006.), dokumentarni film Krešimira Mikića o HZTK-u